# Џејмс Конор
Џејмс Конор (енгл. James Connor; Мелбурн, 5. мај 1995) елитни је аустралијски скакач у воду и члан репрезентације Аустралије у овом спорту. Иако је током каријере скакао са свих висина најбоље резултате остварио је у скоковима са трометарске даске.
Конор је почео да тренира скокове у воду као осмогодишњи дечак у Ringwood Aquatic Centre у Мелбурну, а први наступ на међународној сцени остварио је на Играма Комонвелта 2010. (са свега 15 година) на којима је освојио високо 9. место у скоковима са торња. Већ наредне године дебитовао је и на светском првенству у Шангају, али је био тек 26. у квалификацијама скокова са торња. Исте године је на аустралијском националном првенству освојио златну медаљу у скоковима са торња, те сребра у појединачним и синхронизованим скоковима са даске (са 3 метра). 
У два наврата је успевао да се квалификије за олимпијске игре, али оба пута, и у Лондону 2012. и Рију 2016, није успео да се квалификује у финале олимпијског турнира (оба пута је наступао у појединачним скоковима са торња). 
На светском првенству 2015. у руском Казању такмичио се у чак 4 дисциплине, и у појединачним и у синхроним скоковима са даске 3 м и са торња, а најбољи резултат остварио је у појединачним скоковима са даске пошто је у финалу заузео 11. место.
На светском првенству 2017. у Будимпешти такмичио се у појединачним скоковима са даске, у дисциплини даска 3м соло заузео је 9. место у финалу (са 453,80 бодова), док је у дисциплини даска 1м био тек 26. у квалификацијама (са 323,40 бодова).